# Niebocko
Niebocko – wieś w Polsce położona w województwie podkarpackim, w powiecie brzozowskim, w gminie Dydnia.

## Części wsi
| SIMC    | Nazwa         | Rodzaj    |
| ------- | ------------- | --------- |
| 0350906 | Bośnia        | część wsi |
| 0350912 | Mała Strona   | część wsi |
| 0350929 | Potoki        | część wsi |
| 0350935 | Przedmieście  | część wsi |
| 0350941 | Przylaski     | część wsi |
| 0350958 | Rzeki         | część wsi |
| 0350964 | Wielka Strona | część wsi |
| 0350970 | Wypchaj       | część wsi |

## Położenie i charakterystyka
Niebocko jest dobrze usytuowane komunikacyjnie. Przebiega przez nie droga wojewódzka łącząca takie miejscowości jak: Sanok i rejon bieszczadzki, Brzozów, Rymanów i Krosno, Dynów, Przemyśl i Dubiecko. Trasa ta była już od wieków wykorzystywana jako pewny i sprawdzony trakt komunikacyjny.
Niebocko sąsiaduje z takimi miejscowościami jak: Grabownica Starzeńska od strony południowo-zachodniej, Lalin od południa, Grabówka od południowego wschodu, Dydnia od wschodu i Jabłonka od północnego wschodu. 
Niebocko jest jedną z 15 wsi wchodzących w skład gminy Dydnia (liczącej blisko 8,5 tysiąca mieszkańców).
Wieś Niebocko wcześniej w dokumentach historycznych miała następujące nazwy: Nyeboczko, Nyeboczsko, Nyeboczska Wolia, Nyewoczsko, Nieboczsko, Nieboczko i Biebocko – wzmiankowane w dokumentach od 1674 roku.

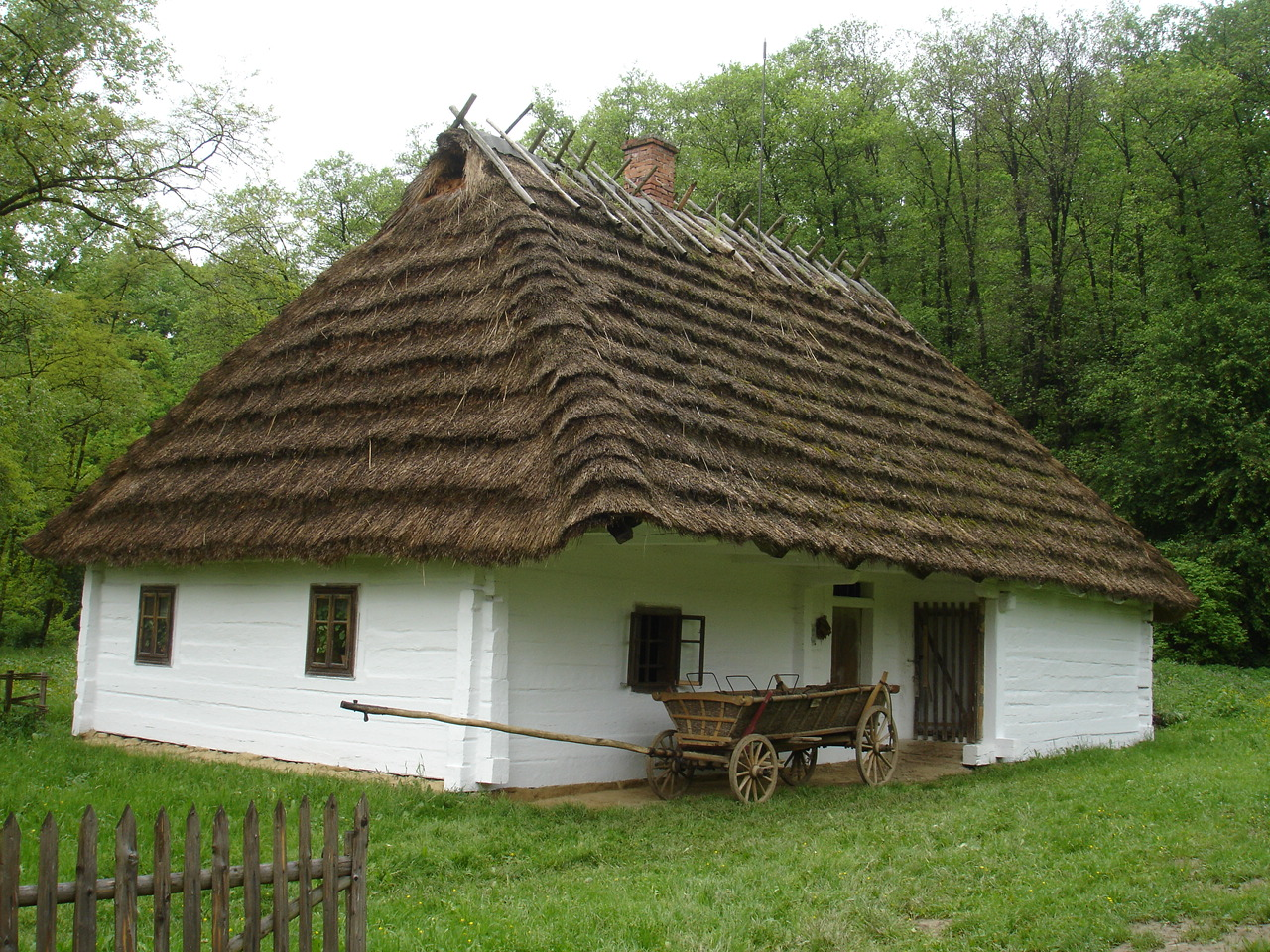
Dawna zabudowa Niebocka. Chałupa pogórzańska z roku 1892 przeniesiona do skansenu w Sanoku

## Historia

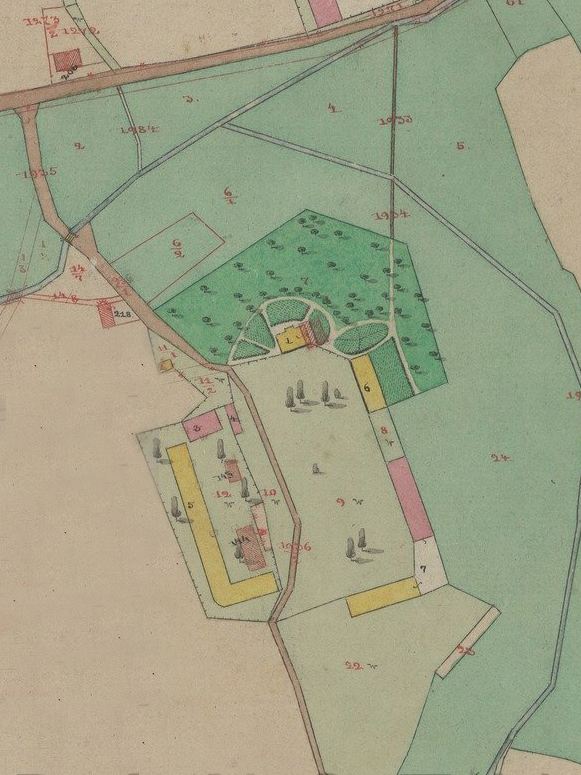
Park i dwór w Niebocku na mapie z 1851

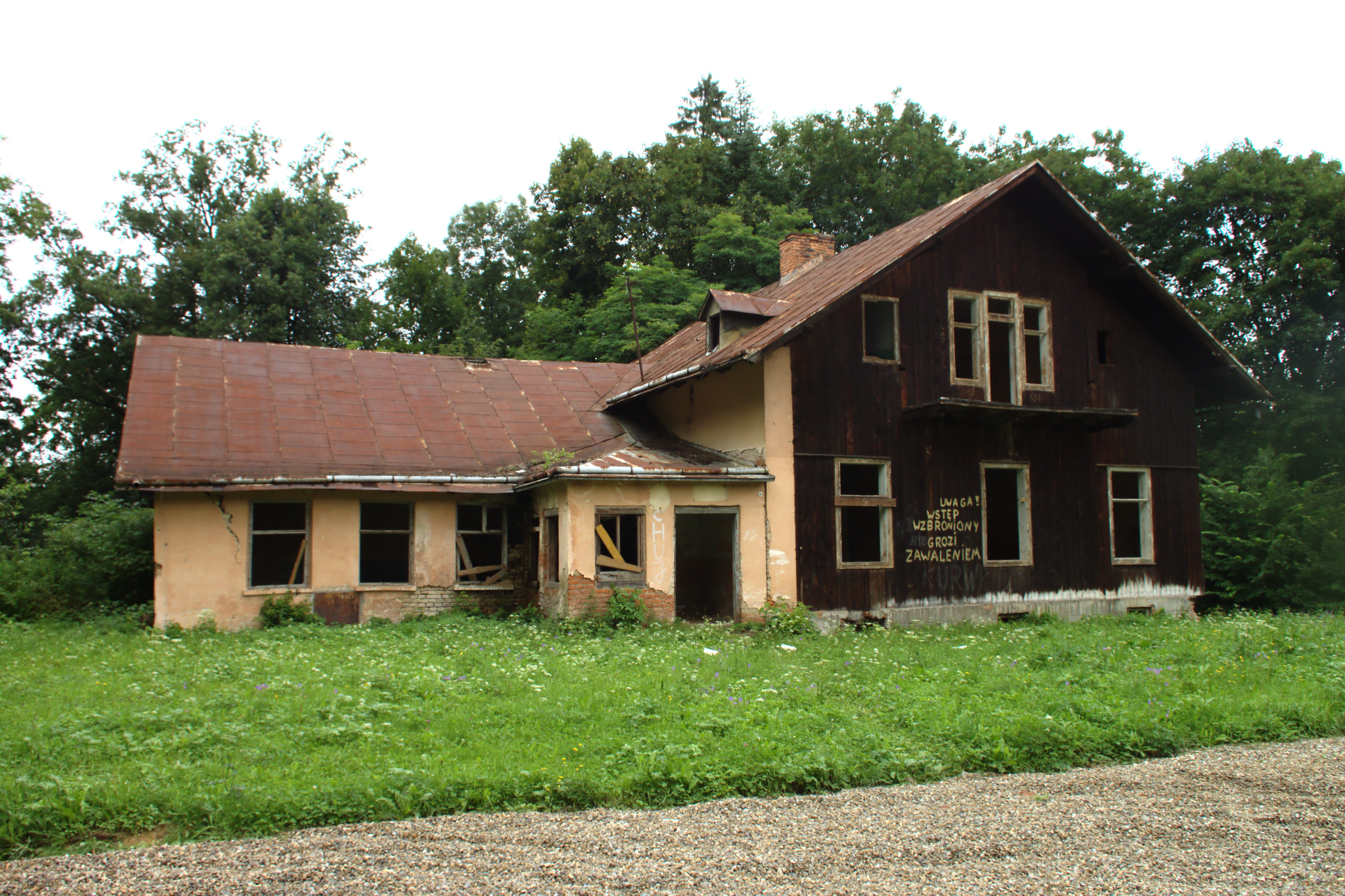
Opuszczony XIX-wieczny dwór Wiktorów i Krasińskich

Pierwszym, a zarazem najwcześniejszym śladem istnienia człowieka w rejonie brzozowskim to okres paleolitu. Świadczą o tym znalezione na podstawie prowadzonych prac wykopaliskowych przedmioty, tj. rylec, drapacz, grocik trzoneczkowaty oraz półtylczak. W epoce brązu na te tereny napłynęła ludność łużycka, która przyczyniła się do rozwoju osadnictwa. Okres rzymski to zagęszczenie osadnictwa głównie nad Sanem. Okres od VIII do XII wieku to rywalizacja o te ziemie różnych książąt: polskich, ruskich i węgierskich (ostatni okres wiąże się z rozbiciem dzielnicowym w Polsce). Wiek XIII to najazdy Tatarów pod wodzą Czyngis–chana i Batu-chana, a z tym związane ciągłe pustoszenia, palenia i grabieże tych terenów. Zapisało się pewne przysłowie: „Gdzie Tatar przeszedł, tam trawa już nie wyrośnie”. Następne lata to rządy Węgrów, a rok 1772 ostatecznie oddziela Ruś od Polski.
W połowie XIX wieku właścicielką posiadłości tabularnej w Niebocku była Aniela Kraińska.
Z XIX w. zachował się wraz z parkiem dwór Wiktorów i Krasińskich. Wybudowany był pod koniec XIX w., na XVIII-wiecznych piwnicach sklepionych kolebkowo. W otoczeniu dworu znajdują się resztki parku, założonego w pierwszej połowie XX w. Zachowały się stare dęby, lipy i wiązy, widoczne są także ślady alei i tarasów.
Okres międzywojenny to lata wystąpień chłopskich i walka o polepszenie bytu tutejszej ludności. Także lata powojenne długo jeszcze wiązały się z ciągłymi napadami i rabunkami oddziałów UPA oraz ludności cywilnej. Dopiero w latach pięćdziesiątych, powoli zaczęło się w pełni odradzać życie ludności we wszystkich płaszczyznach życia społecznego, gospodarczego, kulturalnego i politycznego.
W latach 1954–1972 wieś należała i była siedzibą władz gromady Niebocko. W latach 1975–1998 miejscowość administracyjnie należała do województwa krośnieńskiego.

## Ukształtowanie powierzchni
Niebocko leży wśród rozmieszczonych symetrycznie wzniesień, w niecce. Od północnego zachodu ku południowo-wschodniej stronie ciągną się pasma wzgórz przedzielone doliną, przez którą przebiega trakt komunikacyjny łączący Brzozów z Dynowem. Wysokość tych pasm waha się w granicach około 245 m n.p.m. Budowa geologiczna to na przemian leżące warstwy skalne, tj.: łupki ilaste i margliste, mułowce, piaskowce i zlepieńce, powstałe na skutek długowiecznych oddziaływań mas górotwórczych powiązanych ze zmianami klimatycznymi występującymi na przestrzeni milionów lat. Obydwa pasma wzgórz stanowią dobrze rozwiniętą sieć hydrologiczną gleby.

## Fauna i flora
Przez wieś przepływa potok zwany Niebockim Potokiem, kierujący się w Stronę Grabownicy, Humnisk i dalej Brzozowa. Brzegi tego potoku na całej jego długości w granicach wsi zostały uregulowane w roku 2005. Konieczność taka nastąpiła z uwagi na ciągłe wylewanie podczas gwałtownych opadów deszczu i zalewanie gospodarstw rolnych i niszczenie upraw. W potoku żyją trzy gatunki ryb: brzany, płotki, ukleje.

## Gospodarka
Niebocko jest wsią o znacznym rozdrobnieniu gospodarstw rolnych. Rolników o areale gruntu powyżej 1 ha jest we wsi 214, najwięcej jest gospodarstw o powierzchni około 3 ha. Gospodarstw dużych jest tylko kilka – dla przykładu największe gospodarstwo to 14,5 ha gruntu. We wsi znajduje się obecnie prywatny zakład przetwórstwa drzewnego „Grabo” dający pracę mieszkańcom wsi oraz osobom z sąsiednich miejscowości.

## Kultura i sztuka
W wybudowanym w latach osiemdziesiątych budynku remizy strażackiej znajduje się siedziba banku, sklepu „Hit”, biblioteki, klubu „Amazonka” oraz sala zabaw i okolicznościowych spotkań. Rozwijana jest działalność miejscowych artystów ludowych w dziedzinach: literackiej (Hermina Zubel — laureatka konkursów poezji ludowej); muzycznej (Zygmunt Podulka — kapelmistrz orkiestry dętej). We wsi działają: zespół wokalno-instrumentalny "Przepióreczka" oraz młodzieżowy zespół pieśni i tańca "Kalina".

## Oświata
W Niebocku znajduje się zespół szkół, w którym mieści się szkoła podstawowa im. Władysława Jagiełły, patrona parafii. W budynku mieści się też przedszkole.

## Religia
W Niebocku znajduje się kościół pw. św. Jana Kantego, wybudowany w latach 1979-1980. Kościół jest siedzibą parafii św. Jana Kantego.